# UFC 177
UFC 177: Dillashaw vs. Soto（ユーエフシー・ワンセブンティセブン：ディラショー・バーサス・ソト）は、アメリカ合衆国の総合格闘技団体「UFC」の大会の一つ。2014年8月30日、カリフォルニア州サクラメントのスリープ・トレイン・アリーナで開催された。

## 大会概要
本大会ではTJ・ディラショーとヘナン・バラオンによるUFC世界バンタム級タイトルマッチが組まれた。しかし、バラオンが試合前日に減量中の体調不良のため欠場。代役には今大会でアンソニー・バーチャックと対戦予定であったジョー・ソトが抜擢された。
北京オリンピックレスリング金メダリストのヘンリー・セフードが参戦予定であったが、減量中に体調不良となり欠場した。
ROCライト級王者クリス・ウェイド、Bellator世界フェザー級王者ジョー・ソト、キャリア9戦全勝のLegacy FCフェザー級王者デイモン・ジャクソン、6戦全勝のケイン・カリゾーサがUFCデビュー。

### カード変更
負傷などによるカードの変更は以下の通り。
- ジャスティン・エドワーズ → デイモン・ジャクソン（第4試合）
- ヘナン・バラオン → ジョー・ソト（第8試合）
- ジョン・ジョーンズ vs. アレクサンダー・グスタフソン → UFC 178に移動
- デメトリアス・ジョンソン vs. クリス・カリアソ → UFC 178に移動
- ジョー・ソト vs. アンソニー・バーチャック → ソトの移動により中止
- ルスラン・マゴメドフ vs. リチャード・オドムス → オドムスの負傷により中止
- スコット・ヨルゲンセン vs. ヘンリー・セフード → セフードの体調不良により中止

## 試合結果

### プレリミナリーカード
第1試合 ライト級ワンマッチ 5分3R
○  クリス・ウェイド vs.  ケイン・カリゾーサ ×
1R 1:12 TKO（ギロチンチョーク）
第2試合 ヘビー級ワンマッチ 5分3R
○  アンソニー・ハミルトン vs.  ルアン・ポッツ ×
2R 4:17 TKO（ボディパウンド）
第3試合 ミドル級ワンマッチ 5分3R
○  デレク・ブランソン vs.  ロレンツ・ラーキン ×
3R終了 判定3-0（30-27、30-27、30-27）

### メインカード
第4試合 ライト級ワンマッチ 5分3R
○  ヤンシー・メデイロス vs.  デイモン・ジャクソン ×
2R 1:54 リバースギロチンチョーク
第5試合 ライト級ワンマッチ 5分3R
○  ディエゴ・フェレイラ vs.  ラムジー・ニジェム ×
2R 1:53 TKO（右フック→パウンド）
第6試合 女子バンタム級ワンマッチ 5分3R
○  ベチ・コヘイア vs.  シェイナ・ベイズラー ×
2R 1:56 TKO（スタンドパンチ連打）
第7試合 ライト級ワンマッチ 5分3R
○  トニー・ファーガソン vs.  ダニー・カスティーリョ ×
3R終了 判定2-1（28-29、29-28、29-28）
第8試合 UFC世界バンタム級タイトルマッチ 5分5R
○  TJ・ディラショー vs.  ジョー・ソト ×
5R 2:20 KO（右ハイキック→パウンド）
※ディラショーが初防衛に成功。

### 各賞
ファイト・オブ・ザ・ナイト： ディエゴ・フェレイラ vs. ラムジー・ニジェム
パフォーマンス・オブ・ザ・ナイト： TJ・ディラショー、ヤンシー・メデイロス
各選手にはボーナスとして5万ドルが支給された。